# Association des naturalistes parisiens
Les Naturalistes parisiens, association fondée en 1904, représentent de nos jours l'une des plus vivantes des sociétés scientifiques françaises d'histoire naturelle.

## Présentation
L'activité de l'association repose entièrement sur la somme des efforts personnels (de travail, d'assiduité, de recrutement, d'émulation, etc.) amicalement mis en commun par ses membres au service d'un enrichissement mutuel de leurs connaissances et de leur culture pour la défense et illustration des disciplines naturalistes.
L'association réalise, chaque année, plus de quarante excursions multidisciplinaires dans le Bassin de Paris et un ou deux voyages d'études plus lointains. Les excursions ont lieu le dimanche, parfois le samedi. Elles intéressent la totalité de l'histoire naturelle (botanique y compris cryptogamie et dendrologie ; mycologie ; géologie et paléontologie ; zoologie y compris ornithologie, entomologie, etc.). Ce programme de terrain s'accompagne, de décembre à mars, de conférences, séances de démonstrations et visites.
Présidents de l’association
- Georges Billiard (1876 – 1960), président fondateur,
- René Balland (1905 – 1970),
- Daniel Rapilly (1897 – 1971),
- Claude Dupuis (1927 – 2020), docteur ès sciences, professeur au MNHN
- Geneviève Pedotti (depuis 2014).